# Heterotropus monticola
Heterotropus monticola är en tvåvingeart som beskrevs av Paramonov 1929. Heterotropus monticola ingår i släktet Heterotropus och familjen svävflugor. Inga underarter finns listade i Catalogue of Life.